# Nederlandse Gereformeerde Kerk (Hoek)

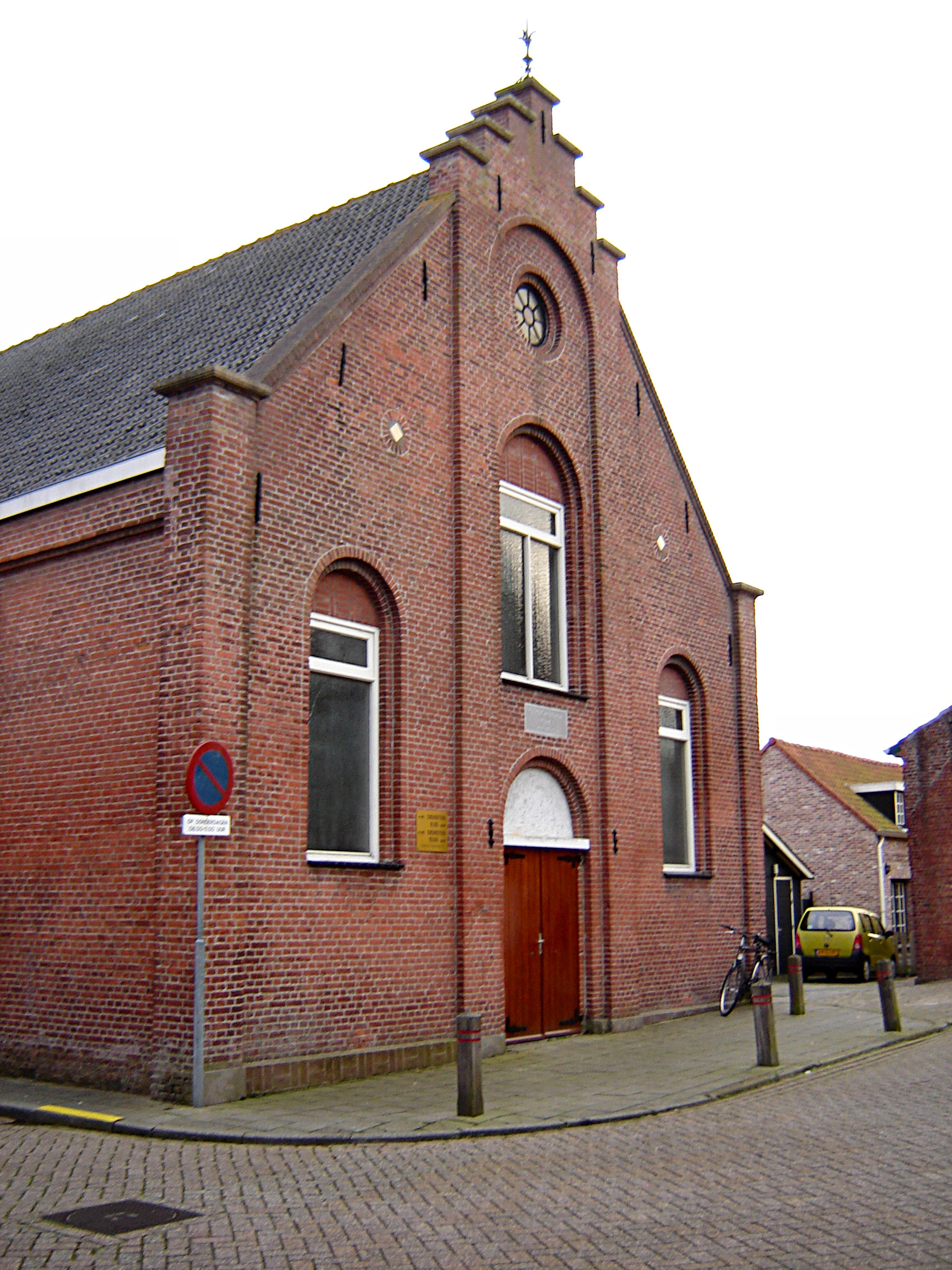
Nederlandse Gereformeerde Kerk

De Nederlandse Gereformeerde kerk is een kerkgebouw in de Zeeuwse plaats Hoek, gelegen in de gemeente Terneuzen.

## Geschiedenis
Deze kerk werd gebouwd in 1903 ten behoeve van het gereformeerd kerkgenootschap. Na een conflict binnen de gereformeerde kerken ging een deel van de gemeente over naar een nieuw kerkgebouw. Het kerkgebouw ging met een ander deel van de gemeente over naar de vrijgemaakt gereformeerden. In 2023 is dit kerkverband opgegaan in de Nederlandse Gereformeerde Kerken.
Het is een eenvoudig bakstenen kerkje met zadeldak en een sober vormgegeven voorgevel met pilasters, een trapgeveltje en een klein roosvenster.
Het orgel is van 1934 en werd gebouwd door de firma Valckx & Van Kouteren.